# Erromyzon
Erromyzon – rodzaj ryb karpiokształtnych z rodziny przylgowatych (Balitoridae).

## Klasyfikacja
Gatunki zaliczane do tego rodzaju:
- Erromyzon compactus
- Erromyzon sinensis
- Erromyzon yangi

Gatunkiem typowym jest Protomyzon sinensis (E. sinensis).